# Stokbeurs

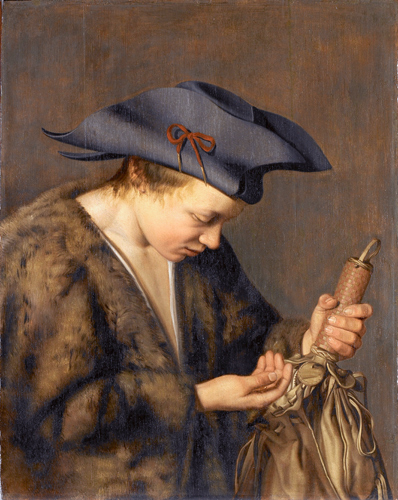
Geldteller met een stokbeurs (Willem van der Vliet, begin 17e eeuw)

De stokbeurs, ook wel geldwisselaarsbeurs of koopmansbeurs genoemd, is een soort geldbeurs met een stokvormig handvat. 
Aan de stok, het met leer of textiel beklede handvat, waren een aantal leren geldbeurzen bevestigd. De beurzen werden met een koord dicht gemaakt. De stokbeurs was praktisch toen er nog veel verschillende valuta's in gebruik waren. Voor de Franse Revolutie bezaten veel vorstendommen het muntrecht, waardoor in een klein gebied een groot aantal muntsoorten in omloop konden zijn. Voor iedere muntsoort werd aan de stokbeurs dan een apart zakje gebruikt. Om het gewicht van de beurs te dragen was een stevig handvat noodzakelijk.
De stokbeurs was een typisch attribuut voor geldhandelaren en ging daarom in de beeldende kunst als symbool voor deze beroepsgroep dienen. Het werd ook gebruikt om gierigheid te verbeelden, of om te verbeelden dat iemand platzak was.
Afgaande op Seeman (1681) van Wigardus à Winschooten was de stokbeurs tegen het eind van de 17e eeuw niet gangbaar meer.